# Pargny-sous-Mureau
Pargny-sous-Mureau – miejscowość i gmina we Francji, w regionie Grand Est, w departamencie Wogezy.
Według danych na rok 1990 gminę zamieszkiwało 185 osób, a gęstość zaludnienia wynosiła 10 osób/km² (wśród 2335 gmin Lotaryngii Pargny-sous-Mureau plasuje się na 860. miejscu pod względem liczby ludności, natomiast pod względem powierzchni na miejscu 218.).